# Terremoto de Nepal de 1934
El terremoto de Nepal de 1934 o terremoto de Bihar-Nepal de 1934 fue uno de los peores terremotos en la historia de Nepal y del estado de Bihar, en el norte de la India. El sismo, de magnitud 8.0 en la escala de magnitud de momento, ocurrió el 15 de enero a las 14:28 locales (08:43 UTC) y causó amplios daños en el norte de Bihar y en Nepal.

## Terremoto
El epicentro se localizó en el oriente de Nepal, a unos 9,5 km (5,9 mi) al sur del Monte Everest. Las áreas donde hubo mayor daño a las personas y a la propiedad se extendieron desde Purnia en el este hasta Champaran en el oeste (una distancia cercana a los 320 km (198,8 mi)), y desde Katmandú por el norte hasta Munger en el sur (una distancia de aproximadamente 465 km (288,9 mi)). Hubo reportes de que el impacto fue percibido desde Lhasa a Bombay, y desde Assam a Punyab. El sismo también fue severo en Calcuta, alrededor de 650 km (404 mi) distante del epicentro, donde muchos edificios sufrieron daños, y la torre de la catedral de St. Paul colapsó.

### Efectos geológicos
Un fenómeno destacable de este terremoto fue que respiraderos de arena y agua aparecieron a lo largo de las grietas centrales de la zona del terremoto. El suelo alrededor de estas fisuras de arena cedió, causando más daño.  Asimismo, una extensa licuefacción de suelo tuvo lugar a lo largo de 300 km durante el terremoto, por el cual muchas estructuras se elevaron.

### Daños

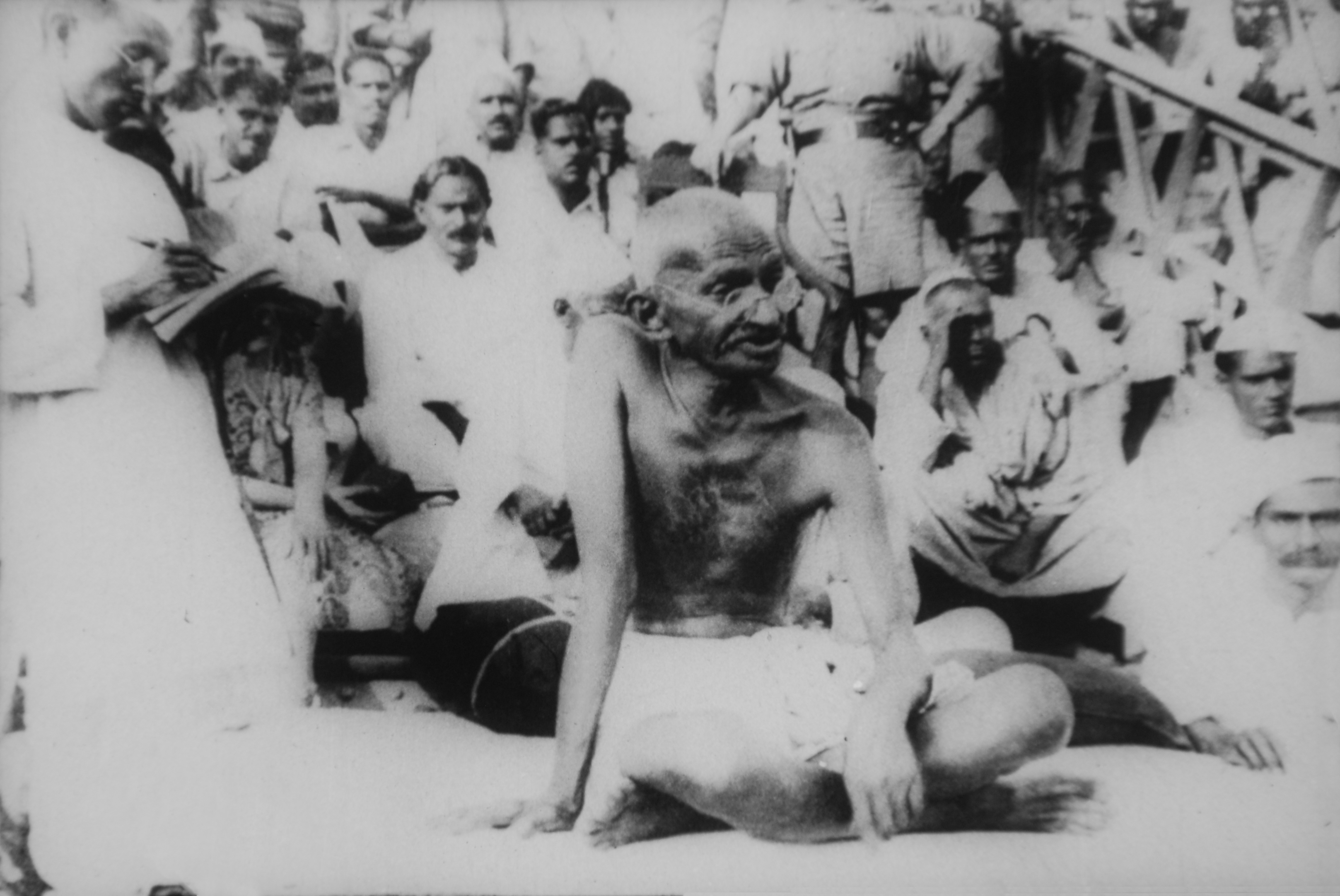
Gandhi visitando Bihar tras el terremoto.

Los tres poblados de mayor tamaño en el valle de Katmandú —Katmandú, Bhaktapur y Patan— fueron severamente afectadas y casi todos los edificios colapsaron. Grandes grietas aparecieron en el suelo y varias carreteras resultaron dañadas en Katmandú; sin embargo, el Templo Pashupatinath, consagrado a la deidad guardiana de Nepal, no tuvo daño alguno. El poblado de Birgunj fue destruido, así como la línea telefónica que lo conectaba con Katmandú.
En India, en la ciudad de Sitamarhi, no quedó ninguna casa en pie. En Patna, por su parte, solo un castillo se mantuvo incólume, mientras que el resto de la ciudad quedó convertida en escombros. En Rajnagar Bihar, poblado cercano a Madhubani, todas las construcciones de adobe colapsaron. Los edificios de la dinastía Darbhanga, incluyendo el famoso Palacio de Naulakha, resultaron gravemente dañados. En Jharia, en el distrito de Dhanbad, el terremoto resultó en una propagación mayor de fuego subterráneo.
El número de víctimas fatales fue de entre 10.700 a 12.000 con 7.253 fallecidos registrados en Bihar.
Una obra de 1935 del General de División nepalí Brahma Shamsher que documenta el evento, Nepalko Maha Bhukampa 1990, declaraba que este fue el terremoto más destructivo que se tuviera registro en Nepal, y elogió al Ejército de Nepal por su trabajo en los esfuerzos de socorro.

## Curiosidades
Mahatma Gandhi visitó el estado de Bihar, y escribió más tarde que el terremoto era obra de la retribución divina porque India había fallado en erradicar la intocabilidad de su sistema de castas.